# Erfprins

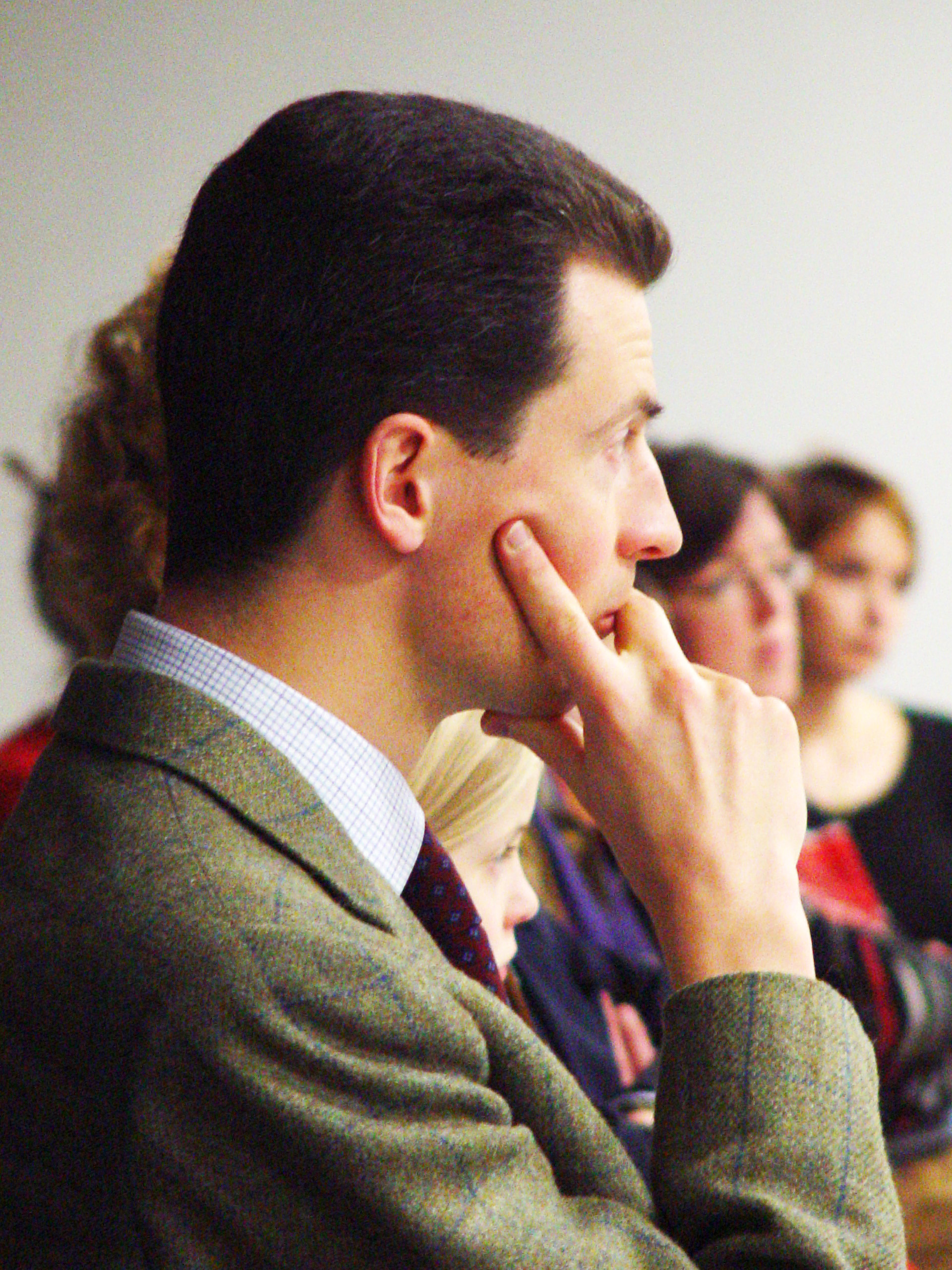
Alois van Liechtenstein, erfprins van Liechtenstein

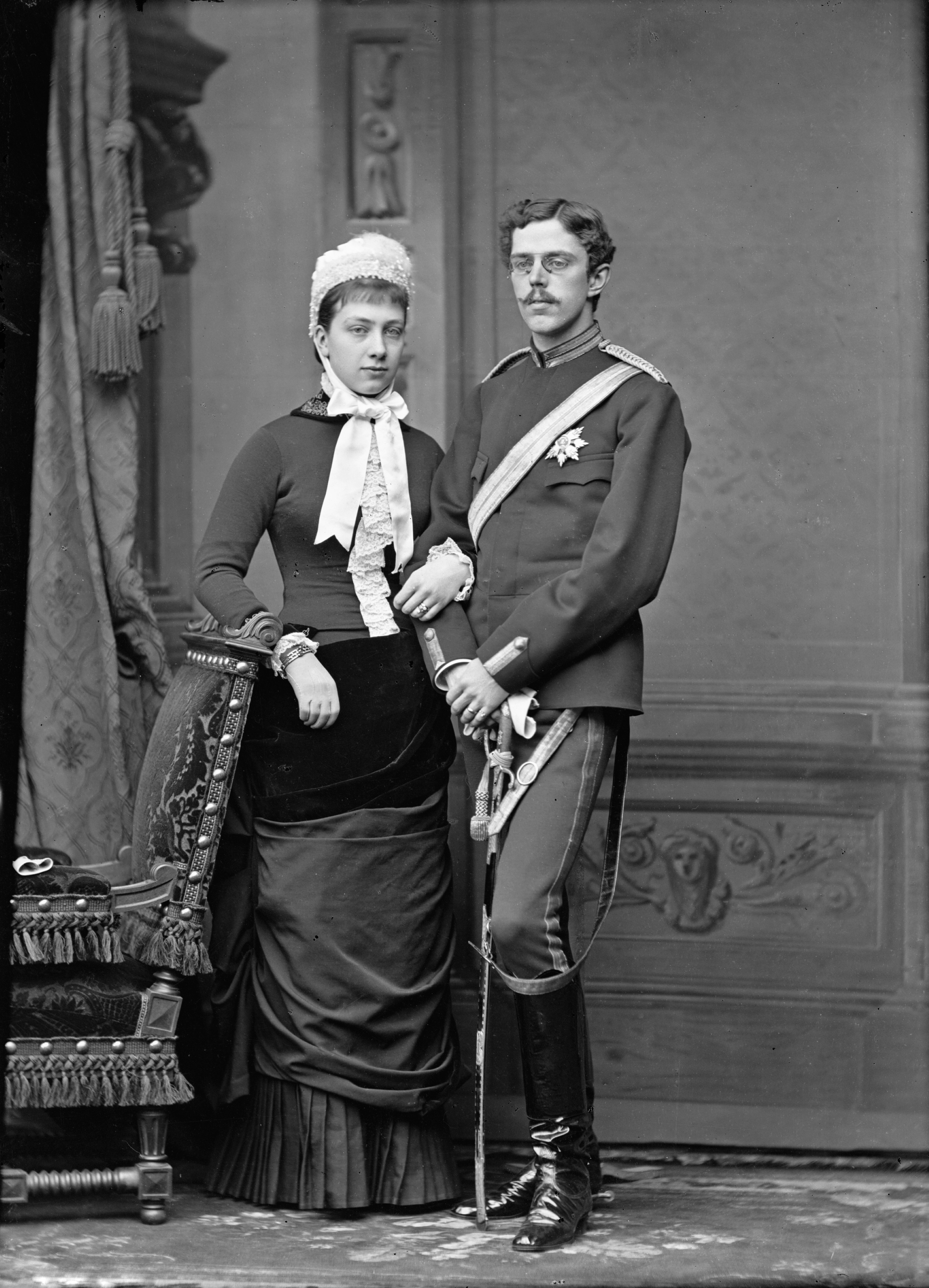
Victoria, prinses van Baden met haar man, de latere koning Gustaaf V van Zweden

De titel Erfprins (vrouwelijke vorm Erfprinses) verwijst naar het Duitse gebruik van de erfopvolging van een soeverein of 'standesherrlichen' vorstenhuis met aan het hoofd een prins of 'Agnat', ofwel de (volgens de Lex Salica in direct patrilineaire verband staande, met het recht van eerstgeborene) oudste mannelijke verwant, veelal de zoon van de heersende vorst. Later werd de term ook gebruikt voor vrouwen die erfrecht hadden bij ontstentenis van een mannelijke erfgenaam in rechte lijn.
De titel was in de tijd van Heilige Roomse Rijk en het Duitse Rijk voornamelijk gebruikelijk voor de troonopvolger van (groot)hertogdommen, markgraafschappen, landgraafschappen en vorstendommen, om hem te kunnen onderscheiden van de andere, na hem geboren zonen, die vaak vanwege lenen in dezelfde hand allen dezelfde titel voerden.
De opvolger van een (groot)hertog werd echter als erf(groot)hertog aangeduid, om zijn verhoogde status aan te geven. In Oostenrijk voerden alle prinsen van het Huis - eerste in de rij van erfopvolging of niet - allen dezelfde titel als de regerende vorst, namelijk die van aartshertog.
Wanneer de vorstentitel alleen als zuivere titel voor de eerstgeborene of als persoonlijke titel gedragen werd, en de andere nakomelingen uit het Huis zodoende geen vorstelijke titel mochten dragen en bijvoorbeeld graven bleven, dan werd de oudste zoon aangeduid als erfgraaf (Erbgraf).
De erfprins van een keurvorstendom droeg de bijzondere titel van keurprins (Kurprinz). De troonopvolger van een keizer of koning wordt aangeduid als kroonprins (Kronprinz).
In het vorstendom Liechtenstein is de Duitse traditie blijven bestaan. De huidige erfprins is Alois van Liechtenstein (*1968), die de troonopvolger is van vorst Hans Adam II van Liechtenstein. Ook in het groothertogdom Luxemburg is de Duitse traditie blijven bestaan. De huidige erfgroothertog is Willem van Luxemburg (*1981), die de troonopvolger is van groothertog Hendrik van Luxemburg.

## In Nederland
In Nederland kwam de titel van erfprins als dynastieke titel voor bij het Huis van Oranje. Toen er nog geen koninkrijk der Nederlanden bestond, was de beoogde opvolger van de chef van het huis de erfprins. Na de instelling van het koninkrijk in 1815 werd ook in Nederland de beoogde opvolger van de koning(in) aangeduid als kroonprins(es). Van 1817 tot 1840 was de Nederlandse situatie als volgt: Willem I was koning, zijn oudste zoon werd kroonprins genoemd en diens oudste zoon erfprins.